# Courtney Lee
Courtney Lee (Indianapolis, 3 ottobre 1985) è un ex cestista statunitense, professionista nella NBA.

## Carriera

### High school e college
Lee, dopo aver frequentato la Pike High School a Indianapolis, venne chiamato nel 2004, dall'allenatore di basket dell'Università di Western Kentucky Darrin Horn per farlo giocare nella sua squadra.
Nella sua prima stagione stabilì il record di punti per un freshman, mettendone a segno 461 in 31 partite. Nel 2008 contribuì a portare la sua squadra al Torneo NCAA, segnando una media di 20,4 punti a partita, compreso il suo career high di 33 punti nella vittoria per 77-68 contro l'Università di Arkansas State.

### NBA (2008-2020)

#### Orlando Magic (2008-2009)
Lee venne scelto con la 22ª chiamata assoluta dagli Orlando Magic nel Draft NBA 2008.
Finì la sua stagione da rookie segnando 8,4 punti di media a partita con il 40,4% da tre punti, e contribuendo a portare la squadra fino alle NBA Finals, dove però venne sconfitta dai Los Angeles Lakers con un netto 4-1.

#### New Jersey Nets (2009-2010)
Nonostante le cifre, e l'ottimo apporto dato alla squadra, il 25 giugno 2009 venne ceduto assieme a Rafer Alston e Tony Battie ai New Jersey Nets, in cambio di Vince Carter e Ryan Anderson.
Nella stagione 2009-10 è al primo posto, per quanto riguarda la sua squadra, nelle palle rubate (93), nei tiri da 3 punti segnati (76) e nella percentuale ai tiri liberi (86,9%).
L'8 marzo 2010 ha stabilito il suo career high di punti nell'NBA, mettendone a referto 30, nella sconfitta per 107-101 contro i Memphis Grizzlies.

#### Houston Rockets (2010-2012)
L'11 agosto 2010, Lee venne ceduto dai New Jersey Nets agli Houston Rockets, in un'operazione di scambi che coinvolse quattro franchigie e cinque giocatori.

#### Boston Celtics (2012-2014)
Il 20 luglio 2012 venne ceduto ai Boston Celtics, tramite sign-and-trade, in cambio di JaJuan Johnson, E'Twaun Moore e Sean Williams, firmando un contratto quadriennale.

#### Memphis Grizzlies (2014-2016)
Il 7 gennaio 2014 venne ceduto ai Memphis Grizzlies in cambio di Jerryd Bayless.

#### Charlotte Hornets (2016)
il 17 febbraio 2016 venne ceduto agli Charlotte Hornets tramite una trade a 3 squadre che coinvolse anche i Miami Heat e i Memphis Grizzlies.

#### New York Knicks (2016-2019)
Il 9 luglio 2016 firmò un quadriennale con i New York Knicks.

#### Dallas Mavericks (2019-2020)
Il 31 gennaio 2019 venne ceduto ai Dallas Mavericks nell'ambito del maxi-scambio che portò (insieme a Lee) Kristaps Porziņģis a Dallas.

## Statistiche

### NCAA
| Anno      | Squadra         | PG  | PT  | MP   | TC%  | 3P%  | TL%  | RP  | AP  | PRP | SP  | PP   |
| --------- | --------------- | --- | --- | ---- | ---- | ---- | ---- | --- | --- | --- | --- | ---- |
| 2004-2005 | WKU Hilltoppers | 31  | 31  | 33,2 | 45,0 | 39,9 | 72,2 | 5,2 | 2,0 | 1,8 | 0,5 | 14,9 |
| 2005-2006 | WKU Hilltoppers | 30  | 30  | 31,1 | 45,1 | 40,8 | 84,7 | 6,3 | 2,9 | 2,6 | 0,3 | 17,4 |
| 2006-2007 | WKU Hilltoppers | 30  | 30  | 30,6 | 47,2 | 40,1 | 84,0 | 4,6 | 1,9 | 1,5 | 0,8 | 17,3 |
| 2007-2008 | WKU Hilltoppers | 36  | 36  | 30,0 | 47,7 | 39,7 | 82,2 | 4,9 | 2,1 | 1,8 | 0,8 | 20,4 |
| Carriera  | Carriera        | 127 | 127 | 31,2 | 46,4 | 40,1 | 81,7 | 5,2 | 2,2 | 1,9 | 0,6 | 17,6 |

#### Massimi in carriera
- Massimo di punti: 33 vs Arkansas State (27 gennaio 2008)[4]
- Massimo di rimbalzi: 15 vs Louisiana-Lafayette (27 gennaio 2005)
- Massimo di assist: 7 (3 volte)
- Massimo di palle rubate: 5 (7 volte)
- Massimo di stoppate: 3 (4 volte)
- Massimo di minuti giocati: 44 (3 volte)

### NBA

#### Regular Season
| Anno      | Squadra           | PG  | PT  | MP   | TC%  | 3P%  | TL%  | RP  | AP  | PRP | SP  | PP   |
| --------- | ----------------- | --- | --- | ---- | ---- | ---- | ---- | --- | --- | --- | --- | ---- |
| 2008-2009 | Orlando Magic     | 77  | 42  | 25,2 | 45,0 | 40,4 | 83,0 | 2,3 | 1,2 | 1,0 | 0,2 | 8,4  |
| 2009-2010 | N.J. Nets         | 71  | 66  | 33,5 | 43,6 | 33,8 | 86,9 | 3,5 | 1,7 | 1,3 | 0,3 | 12,5 |
| 2010-2011 | Houston Rockets   | 81  | 1   | 21,3 | 43,9 | 40,8 | 79,2 | 2,6 | 1,2 | 0,7 | 0,2 | 8,3  |
| 2011-2012 | Houston Rockets   | 58  | 26  | 30,3 | 43,3 | 40,1 | 82,6 | 2,7 | 1,5 | 1,2 | 0,4 | 11,4 |
| 2012-2013 | Boston Celtics    | 78  | 39  | 24,9 | 46,4 | 37,2 | 86,1 | 2,4 | 1,8 | 1,1 | 0,3 | 7,8  |
| 2013-2014 | Boston Celtics    | 30  | 0   | 16,8 | 49,2 | 44,2 | 81,8 | 1,6 | 1,1 | 0,7 | 0,3 | 7,4  |
| 2013-2014 | Memphis Grizzlies | 49  | 47  | 30,0 | 47,6 | 34,5 | 90,0 | 2,8 | 1,7 | 0,9 | 0,4 | 11,0 |
| 2014-2015 | Memphis Grizzlies | 77  | 74  | 30,6 | 44,8 | 40,2 | 86,0 | 2,3 | 2,0 | 1,0 | 0,2 | 10,1 |
| 2015-2016 | Memphis Grizzlies | 51  | 37  | 29,2 | 45,8 | 37,0 | 82,6 | 2,3 | 1,5 | 1,0 | 0,3 | 10,0 |
| 2015-2016 | Charlotte Hornets | 28  | 28  | 30,2 | 44,5 | 39,2 | 88,5 | 3,1 | 2,1 | 1,2 | 0,4 | 8,9  |
| 2016-2017 | N.Y. Knicks       | 77  | 74  | 31,9 | 45,6 | 40,1 | 86,7 | 3,4 | 2,3 | 1,1 | 0,3 | 10,8 |
| 2017-2018 | N.Y. Knicks       | 76  | 69  | 30,4 | 45,4 | 40,1 | 91,9 | 2,9 | 2,4 | 1,2 | 0,2 | 12,0 |
| 2018-2019 | N.Y. Knicks       | 12  | 2   | 13,3 | 44,7 | 31,3 | 64,3 | 2,3 | 1,3 | 0,7 | 0,2 | 4,7  |
| 2018-2019 | Dallas Mavericks  | 22  | 4   | 12,2 | 39,0 | 28,2 | 71,4 | 1,2 | 1,0 | 0,6 | 0,0 | 3,6  |
| 2019-2020 | Dallas Mavericks  | 24  | 9   | 14,4 | 48,8 | 44,7 | 85,7 | 1,3 | 0,5 | 0,8 | 0,3 | 4,5  |
| Carriera  | Carriera          | 811 | 518 | 27,1 | 45,1 | 38,8 | 85,3 | 2,6 | 1,7 | 1,0 | 0,3 | 9,6  |

#### Playoffs
| Anno     | Squadra           | PG | PT | MP   | TC%  | 3P%  | TL%  | RP  | AP  | PRP | SP  | PP   |
| -------- | ----------------- | -- | -- | ---- | ---- | ---- | ---- | --- | --- | --- | --- | ---- |
| 2009     | Orlando Magic     | 21 | 16 | 26,2 | 43,5 | 27,3 | 88,5 | 1,9 | 1,3 | 0,9 | 0,1 | 8,0  |
| 2013     | Boston Celtics    | 4  | 0  | 9,8  | 20,0 | 0,0  | 100  | 0,5 | 0,3 | 0,5 | 0,0 | 1,5  |
| 2014     | Memphis Grizzlies | 7  | 7  | 32,0 | 41,7 | 31,6 | 77,8 | 2,0 | 1,6 | 0,7 | 0,3 | 10,0 |
| 2015     | Memphis Grizzlies | 11 | 11 | 33,4 | 55,0 | 46,7 | 95,7 | 2,5 | 2,2 | 1,1 | 0,0 | 13,3 |
| 2016     | Charlotte Hornets | 7  | 7  | 36,7 | 41,2 | 44,4 | 93,3 | 2,9 | 1,3 | 0,9 | 0,4 | 8,6  |
| Carriera | Carriera          | 50 | 41 | 28,7 | 45,7 | 34,6 | 89,5 | 2,1 | 1,4 | 0,9 | 0,2 | 9,0  |

#### Massimi in carriera
- Massimo di punti: 30 vs Memphis Grizzlies (8 marzo 2010)[5]
- Massimo di rimbalzi: 10 vs Cleveland Cavaliers (29 ottobre 2017)
- Massimo di assist: 9 vs Charlotte Hornets (7 novembre 2017)
- Massimo di palle rubate: 6 vs Denver Nuggets (24 novembre 2009)
- Massimo di stoppate: 3 vs New Orleans Hornets (16 marzo 2013)
- Massimo di minuti giocati: 53 vs San Antonio Spurs (17 dicembre 2014)